# 刘随春
刘随春（1910年—1953年），平江县嘉义镇思源人。中国人民解放军将领。

## 生平
1927年参加农民赤卫队。1928年，由共青团员转为中国共产党党员。1930年，参加中国工农红军。从战土、排长至1931年6月升任三团政治部党支部书记。1933年1月，任红三军营政委，参加了第四次反围剿战争。当年提升为十二团政治部主任。1934年4月，调任红五师十二团政治委员。1934年10月，调任军委直属政治处主任，参加长征。遵义会议后调补充师任政治部主任。1936年4月，任红二十九军政治部主任，领导做了大量卓有成效的政治思想教育工作。
1937年7月，抗日战争爆发，中国工农红军改编为八路军、新四军，开赴前线。1938年，任八路军留守兵团警备二团政治部主任。1940年3月，任警备七团政委；4月，任八路军129师三八五旅政治部主任。次年，率部屯垦大凤川。1943年初，入中央党校学习。
1946年，任冀东军区十二旅副政委，1947年，任冀察热辽军区政治部副主任，打击牵制华北的国军。1948年，带领军区所属部队，参加了平津战役。1949年4月，任第四野战军四十九军政委。10月，衡宝战役结束后，任邵阳市军事管制委员会主任。1950年7月，任广西军区副政委兼四十九军政委，负责瑶山剿匪。1953年，刘随春不幸逝世，年仅43岁。